# Gratte-Paille
Il Gratte-Paille è un formaggio industriale francese a pasta molle e crosta fiorita.
Si tratta di un formaggio di piccole dimensioni a base di latte vaccino intero, pastorizzato, dalla crosta morbida e fiorita, con un peso medio di 300 grammi.
Il marchio commerciale, appartenente alla società anonima Fromagerie Rouzaire, con sede a Tournan-en-Brie, nel dipartimento della Seine-et-Marne, fu creato all'inizio degli anni 1980.